# 伊薩區
53°52′03″N 44°51′34″E / 53.86750°N 44.85944°E
伊薩區（俄语：Иссинский район），是俄羅斯的一個區，位於該國西南部，由奔薩州負責管轄，面積926.3平方公里，2010年該區人口11,157，人口密度每平方公里12.04人。